# 印順
印順（いんじゅん、1906年4月5日 - 2005年6月4日）は、中華民国の僧侶・仏教学者。俗名は張鹿芹。農家に生まれ、小学校の教員となるが、1929年、父の死後、出家して法名を印順と称した。

## 略歴
太虚が主導する福建省廈門の南普陀寺にある閩南仏学院で修道し、後には教鞭を執るまでになった。
1943年、湖北省武漢の武昌仏学院の教授となる。日本軍の攻撃が激化したことで、四川省重慶の漢蔵教理院に移る。ここで、やはり太虚の弟子でチベット留学経験のある法尊と交流を持つ。
その後、四川省の法王仏学院の院長などを歴任し、戦禍を避けて香港を経て台湾へと移った。台湾では、台北の慧日講堂を活動拠点とし、布教活動や講演活動を行い、また、師の太虚の全集の編纂などを行なった。
1973年、大正大学にて『中国禅宗史』で文学博士（乙種）。
1997年には印順文教基金会が設立された。
2005年に花蓮の花蓮慈済医院で遷化。

## 弟子
釈証厳（慈済基金会創設者）

## 訳書
- 『中国禅宗史　禅思想の誕生』（伊吹敦訳、山喜房仏書林、1997年）